# فيسنتي وولف
فيسنتي وولف هو مصمم ديكور ‏ كوبي، ولد في 1946 في كوبا.